# Gilotina

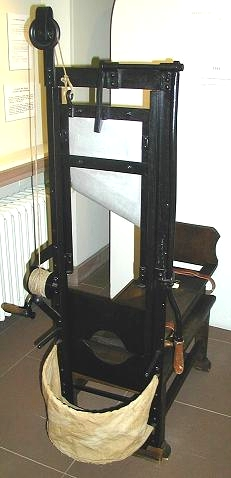
Gilotina

Gilotina (zast. guillotina, z francouzského guillotine) je popravčí stroj, využívaný nejvíce v době Francouzské revoluce.
Odsouzencovu hlavu stíná železná sekera s šikmým ostřím. Poměrně značná hmotnost sekery zajišťuje dostatečnou razanci jejího dopadu. Poprava gilotinou je vedle popravy mečem jedním ze základních způsobů dekapitace neboli stětí. Pro svoji rychlost a spolehlivost se považovala za mnohem humánnější způsob popravy.
Své jméno dostala gilotina podle propagátora a velkého příznivce používání tohoto popravčího stroje – francouzského lékaře Dr. Guillotina. Určitě není jejím přímým vynálezcem, neboť popravčí stroje pracující na podobném principu se užívaly v Německu, Velké Británii a Itálii již před rokem 1300.

## Historie

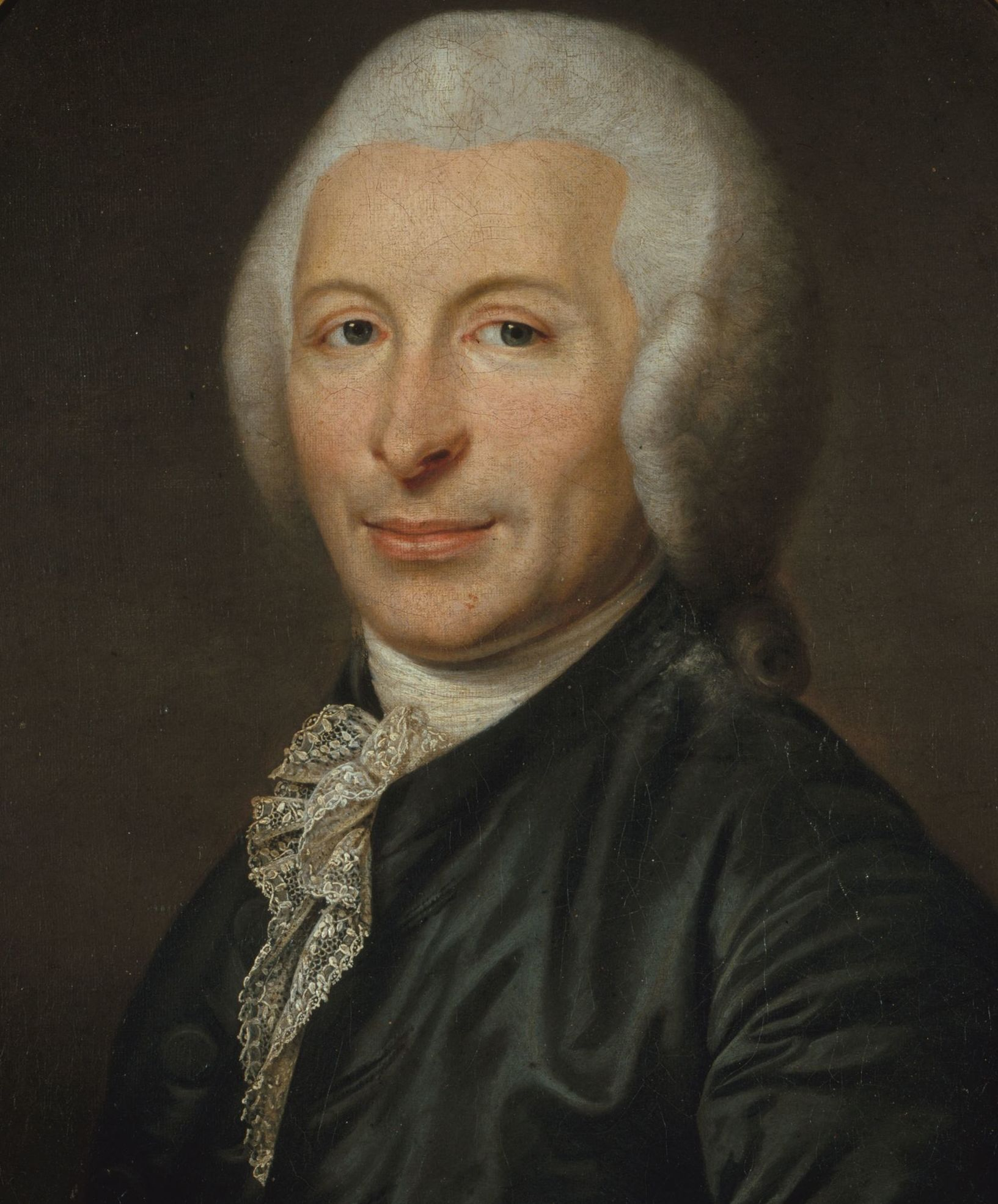
Dr. Joseph Ignace Guillotin.

Podle Holinshedových kronik publikovaných v roce 1577 byl stroj podobný gilotině použit při popravě Murcoda Ballagha poblíž Mertona v Irsku 1/4/1307.
Halifax Gibbet, předchůdce gilotiny, byl použit v Halifaxu v Anglii při popravách v tržních dnech. Možná fungoval již v roce 1280. Poslední poprava s Halifaxem proběhla v roce 1648.
První gilotina spatřila světlo světa ve Francii 11. dubna 1792 za Velké francouzské revoluce. Byla prosazena J. I. Guillotinem a dr. Louisem. Stroji se nejdříve říkalo „louison“ a „louisette“. Nakonec se ustálil název gilotina.
Popravy gilotinou byly veřejné a proto dne 21. srpna téhož roku byla gilotina instalována na pařížském náměstí du Carrousel, kde stála až do 7. května 1793. Při příležitosti popravy francouzského krále byla krátce převezena na Náměstí Revoluce. Pak byla přestěhována na méně frekventované místo. Přesto se veřejné popravy ve Francii konaly až do roku 1939, poslední veřejná poprava se konala 17. června toho roku.
Gilotinou se popravovalo i ve francouzských koloniích, Švýcarsku, Švédsku, Belgii, Německu a Řecku. Dnes se tento způsob popravy již pravděpodobně nepoužívá. Posledním oficiálním popraveným byl Hamida Djandoubi, 10. září 1977. Dne 9. října 1981 byl trest smrti ve Francii zrušen.

## Princip
Odsouzenec je připoután na pohyblivou dřevěnou desku (bascule) tak, aby jeho hlava přečnívala přes její okraj. Pak se deska překlopí do vodorovné polohy a nasune do prostoru pod pár vysokých sloupů, mezi nimiž se v kovových kolejničkách pohybuje čepel gilotiny (tedy vlastně sekera), ke které je připevněno zhruba šedesát kilogramů těžké závaží. Odsouzencův krk je znehybněn dřevěnou deskou s otvorem ve tvaru půlměsíce (lunette). Poté popravčí uvolní zarážku a čepel sekery se závažím dopadne na krk odsouzeného. Hlava bývá takto oddělena od těla zpravidla mezi třetím a čtvrtým krčním obratlem. V průběhu let prodělala gilotina různé drobné úpravy a mírná zdokonalení – například byly instalovány gumové tlumiče pádu ostří, lano nahrazeno převodovým mechanismem. Gilotina většinou odvedla svou práci hned na první pokus, z tohoto hlediska jde zřejmě o nejspolehlivější způsob popravy. Zcela výjimečně však docházelo i ke zpackaným popravám, jako v případě revolucionáře Josepha Chaliera, který byl roku 1793 v Lyonu sťat natřikrát z důvodů špatného usazení gilotiny v drážkách.

## Gilotina v českých dějinách
Do české historie zasáhla gilotina pouze v době druhé světové války, a to velmi negativně. Němečtí nacisté ji aktivně používali k popravám svých českých odpůrců včetně odbojářů. Na území Protektorátu Čechy a Morava byla instalována pouze jedna gilotina v neblaze proslulá pankrácké sekyrárně ve věznici na Pankráci v Praze-Nuslích, kterou nacisté zřídili v dubnu 1943. Zemřelo tu celkem 1075 lidí, z toho 155 žen. Vězně stínal kat Alois Weiss, kterému asistovali čtyři pacholci, z nichž jedním byl kolaborant Antonín Nerad. Nejvíce jich bylo popraveno během heydrichiády, ale poslední poprava proběhla 26. dubna 1945. Další čeští odbojáři a političtí vězni byli nacisty gilotinováni v berlínské věznici Plötzensee.

## Lidé popravení gilotinou
- 21. ledna 1793 Ludvík XVI., francouzský král
- 16. října 1793 Marie Antoinetta, francouzská královna
- 28. července 1794 Maximilien Robespierre, francouzský politik
- viz též Seznam popravených za Francouzské revoluce
- 31. prosince 1898 Joseph Vacher, sériový vrah
- 2. červenec 1931 Peter Kürten, sériový vrah
- 30. březen 1943 blahoslavená sestra Marie Restituta Kafková, rakouská řeholnice a protinacistická odbojářka českého původu